# Pélope
Pélope ou Pélops é um personagem da mitologia grega, filho de Tântalo e Dione ou de Tântalo e Eurianassa.

## Família
Tântalo, seu pai, era filho de Zeus e Plota, filha de Himas. Dione, sua mãe, era filha do titã Atlas.

## Banquete de Tântalo

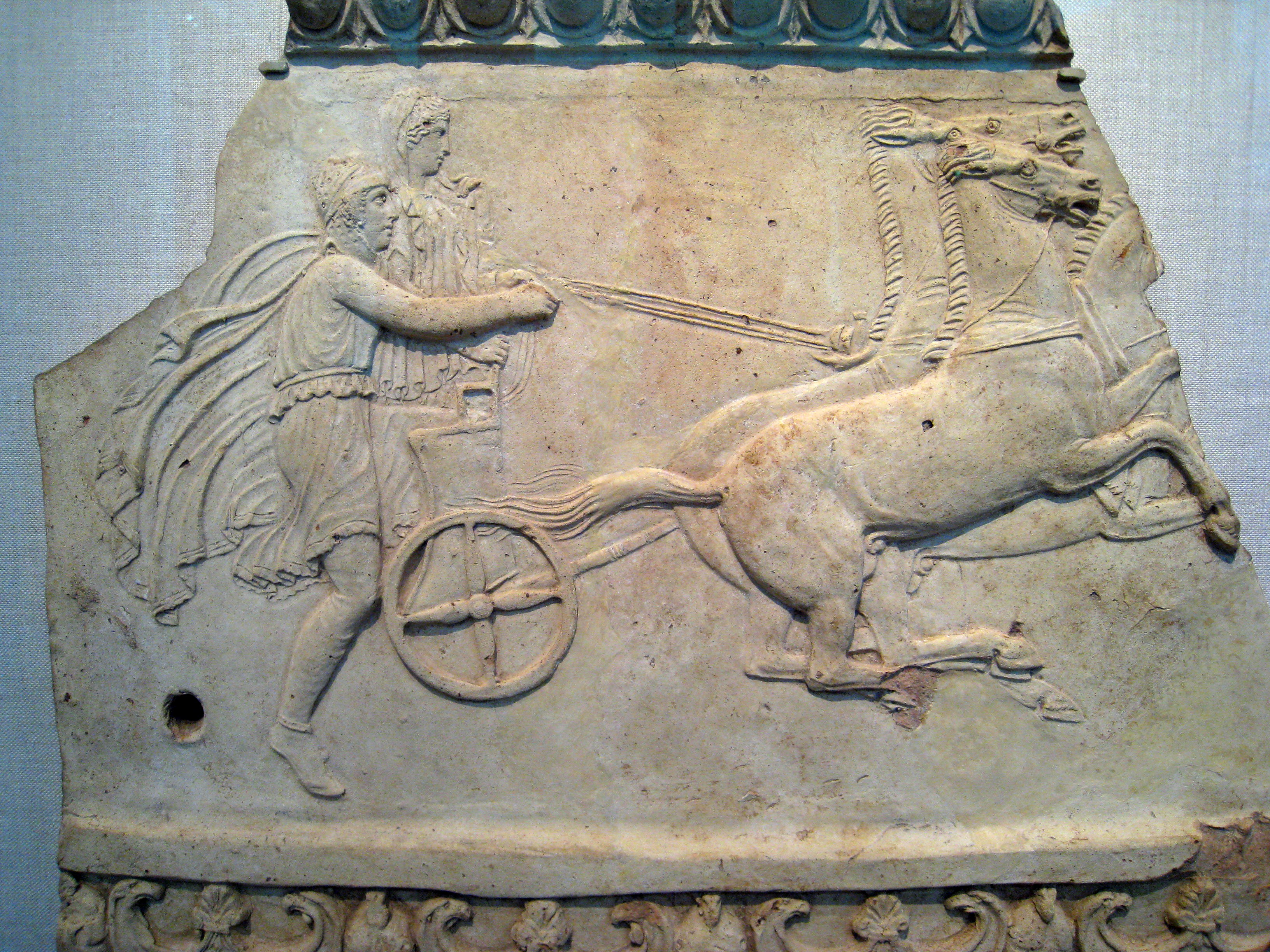
Pélope e Hipodâmia.

Pélope foi morto por seu pai, Tántalo, que esquartejou seu corpo e ofereceu-o aos deuses olímpicos, desejoso de granjear seus favores. A deusa Deméter, profundamente deprimida pelo rapto de sua filha Perséfone, por Hades, aceitou a oferenda e comeu o ombro esquerdo da vítima, mas os demais deuses condenaram a atitude de Tântalo, e trouxeram Pélope de volta à vida, restaurando seu ombro com uma peça de marfim fabricada por Hefesto. E para compensar a perda que sofrera, tornaram sua aparência mais bela do que era antes de ser morto. Isso despertou a luxúria de Poseidon, que levou o jovem para o Olimpo, tornando-o seu jovem aprendiz.

## Pélope e Hipodâmia

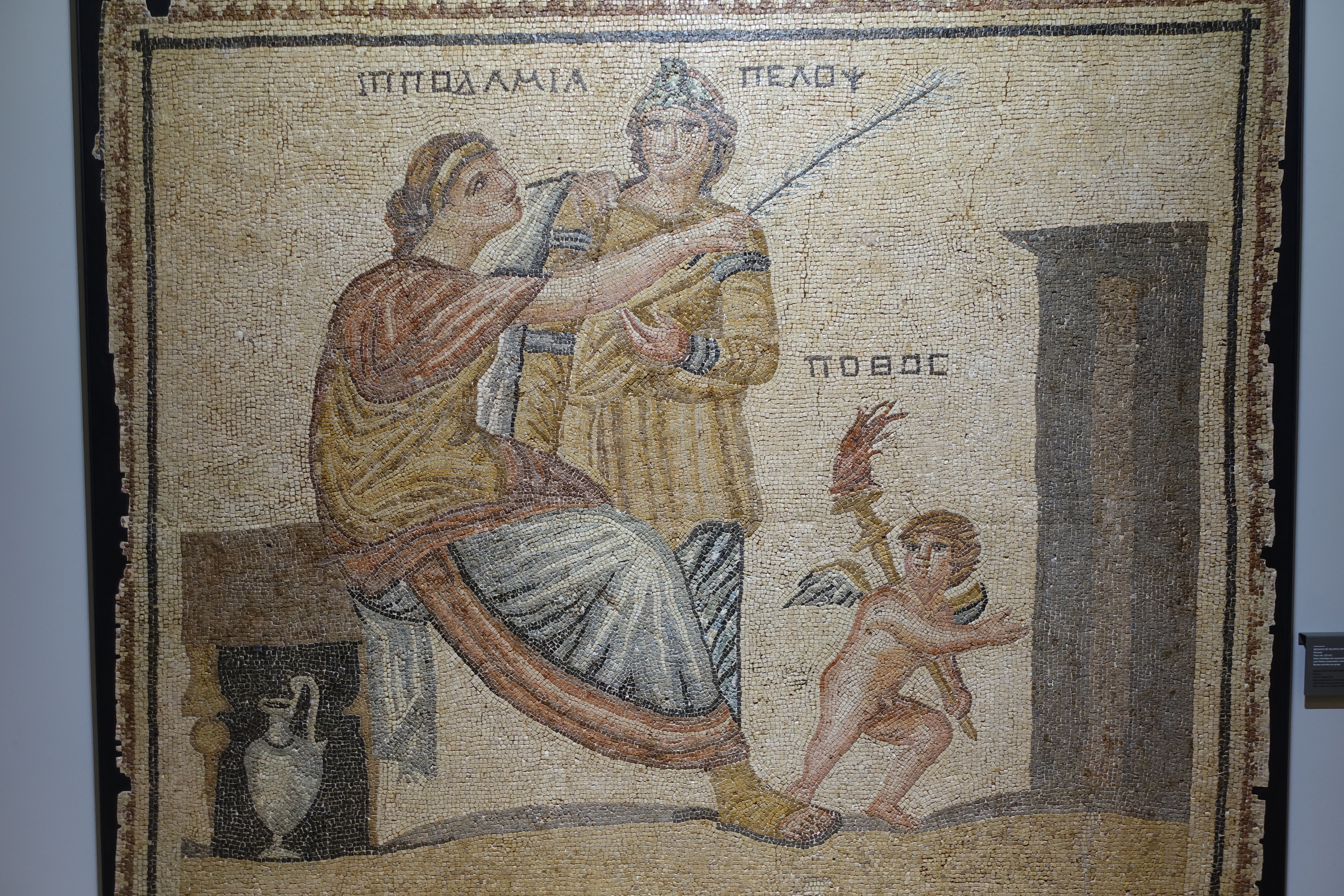
Casamento de Pélope e Hipodâmia num mosaico romano

Mais tarde, Pélope retornou ao mundo dos humanos, onde enamorou-se de Hipodâmia, pedindo-a em casamento ao seu pai, Enomau, rei de Olímpia, que já havia matado trinta anteriores pretendentes, porque uma profecia o alertara de que haveria de ser morto por seu genro (Em outra versão, o motivo decorre de uma secreta paixão incestuosa que ele nutria pela filha).
Como condição para concordar com o casamento, Enomau exigiu que Pélope o vencesse numa corrida de carros. O rei possuía excelentes cavalos, além de um auriga experiente, Mírtilo, e fora desse jeito que se livrara dos pretendentes anteriores. Sabendo-se em desvantagem, Pélope procurou seu ex-amante, Poseidon, a quem pediu ajuda, recordando-lhe os momentos de prazer que lhe proporcionara. A lenda diz que, em memória dos "doces regalos de Afrodite" que vivera com o rapaz, o deus se dispôs a ajudá-lo, cedendo-lhe um carro puxado por cavalos alados. Ainda assim, Pélope achou prudente aliciar Mirtilo, para que o ajudasse a vencer a corrida, prometendo-lhe a metade do reino que viria a herdar.
E assim foi. Tendo sabotado uma peça do carro de Enomau, o auriga provocou um acidente do qual escapou ileso, mas resultou na morte do rei. Ocorre que o traidor não usufruiu o prêmio que lhe fora prometido, isso porque ele também desejava  Hipodâmia e, na véspera da corrida, tentara violá-la. A donzela contou o que ocorrera ao noivo, que fingiu nada saber até o final da corrida, quando então matou Mírtilo, com suas próprias mãos.
Agonizando, o auriga lançou sobre o casal uma maldição que haveria de produzir resultados trágicos na família de Pélope. A maldição também viria a atingir seus filhos e descendentes: Agamenon, Egisto, Menelau e Orestes.

## Rei do Peloponeso
Durante o governo de Pélope, seu reino dominou todo a península do sul da Grécia, que passou a se denominar Peloponeso.
Ele teve um filho, Crisipo, com uma ninfa, Danaïs, a quem ele amava mais do que aos seus filhos legítimos. Laio, o tebano, desejando Crisipo o levou, mas dois filhos de Pélope com Hipodâmia, Atreu e Tiestes, recuperaram Crisipo. Hipodâmia convenceu os filhos a matarem Crisipo, porque ele poderia ser um sucessor no trono, mas eles se recusaram. De noite, porém, Hipodâmia feriu mortalmente Crisipo com a espada de Laio, Crisipo, porém, ainda viveu para contar a Pélope que ele fora morto por Hipodâmia, que foi banida.
Em outra versão lendária, por causa do suicídio de Crisipo, seqüestrado por Laio, Pélope lançou sobre o príncipe tebano e sua descendência a chamada "Maldição dos Labdácidas", que deu origem às tragédias de Laio, Édipo, Jocasta e Antígona (teatralizadas por Sófocles).